# Big Pit National Coal Museum

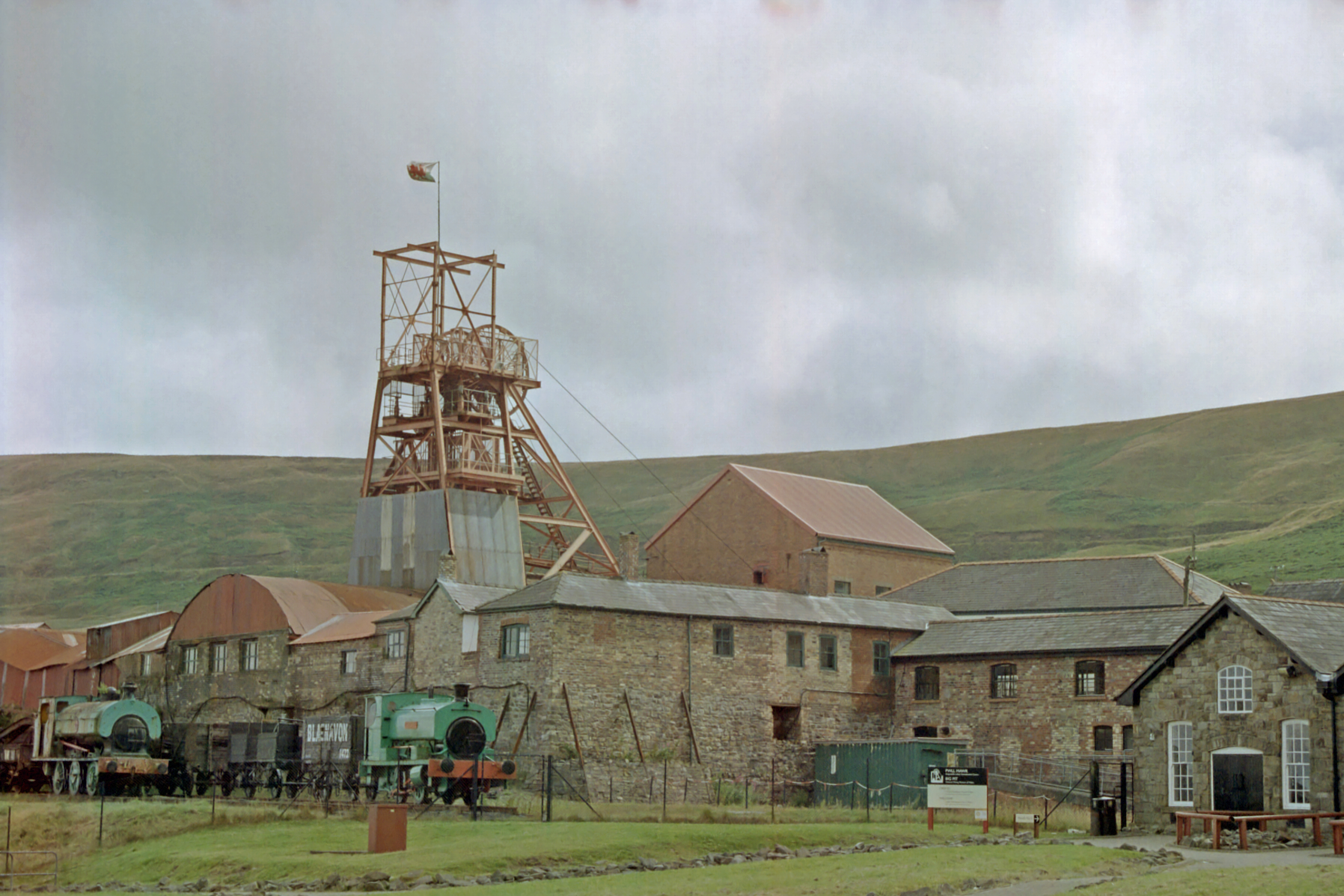

Het Big Pit National Coal Museum of Big Pit Amgueddfa Lofaol Cymru (Welsh) is een museum in het Welshe Blaenavon. Het museum belicht de mijnbouw in Wales. Het maakt deel uit van National Museum Wales. De Big Pit werd tussen 1880 en 1980 uitgebaat als steenkoolmijn en opende in 1983 als museum.